# Aethiophenax
Aethiophenax är ett släkte av spindeldjur som beskrevs av Sandór Mahunka 1981. Aethiophenax ingår i familjen Acarophenacidae.
Släktet innehåller bara arten Aethiophenax ipidarius. Aethiophenax är enda släktet i familjen Acarophenacidae.